# Turcja na Zimowych Igrzyskach Olimpijskich 1998
Turcję na Zimowych Igrzyskach Olimpijskich 1998 reprezentował 1 zawodnik. Był to dwunasty start Turcji na zimowych igrzyskach olimpijskich.

## Dyscypliny

### Narciarstwo alpejskie

#### Mężczyźni
- Arif Alaftargil
  - slalom – 29. miejsce